# Jupiter holdja
A Jupiter holdja Mundruczó Kornél 2017-ben készült filmdrámája. Címe a Jupiter negyedik legnagyobb holdjára, a hideg, jeges Europára utal. A Felesleges ember munkacímen készült alkotás világpremierje a 70. cannes-i fesztiválon volt; a hivatalos válogatás nagyjátékfilmjei között versenyez az Arany Pálmáért. Magyarországi bemutatója 2017 júniusában volt.

## Cselekmény
Egy 17 éves szír menekült, Aryan, illegálisan akarja átlépni a magyar határt, azonban az nem sikerül, egy rendőr meglövi őt. A sebesülés következtében a fiú különleges képességre tesz szert: angyal módjára levitálni kezd. A menekülttábor racionális, meghasonlott orvosa üzleti lehetőséget lát a jelenségben, ezért útlevelet ígér neki és kimenekíti őt. A fiú elfogadja az orvos ajánlatát. A csodával való találkozás azonban felbolygatja az orvos életét. Új válaszokat kell találnia mindenre, amiben eddig hitt.

## Szereplők
- Jéger Zsombor – Aryan
- Merab Ninidze – Dr. Stern (Bálint András)
- Cserhalmi György – László
- Balsai Móni – Vera
- Haumann Péter
- Egyed Brigitta
- Birkás Ákos
- Can Togay
- Mucsi Zoltán
- Szabó Kimmel Tamás

## Gyártás
A magyar–német koprodukcióban forgatott film elkészítését 697 millió forinttal támogatta a Magyar Nemzeti Filmalap, emellett az alkotást német regionális filmalapok, televíziós csatornák és az Európa Tanács koprodukciós alapja, az Eurimages is támogatta.

## Díjak, jelölések
- 2017 – jelölés: Arany Pálma – 70. Cannes-i Fesztivál
- 2017 – Különdíj a legjobb operatőrnek (Rév Marcell) – Oostendei Filmfesztivál[5]
- 2017 – Aranykamera 300 (Rév Marcell) – 38. Manaki Brothers Nemzetközi Operatőr Filmfesztivál, Szkopje[6]
- 2017 – Legjobb színész (Merab Ninidze) – Batumii Nemzetközi Filmfesztivál[7]
- 2017 – Andreas-díj (ökumenikus filmdíj) – 45. Haugesundi Norvég Nemzetközi Filmfesztivál[8]
- 2017 – Grand Prix Nouveau Genre díj – 23. L'Étrange Fesztivál, Párizs[9]
- 2017 – Legjobb film díja – Sitgesi Nemzetközi Filmfesztivál[10]
- 2017 – Legjobb speciális effektek (Deák Ferenc) – Sitgesi Nemzetközi Filmfesztivál[10][11]
- 2017 – Legjobb fantasy film rendező – Austin Fantastic Fest[12]
- 2018 – Legjobb operatőr (Rév Marcell) és legjobb látványtervező (Ágh Márton) – Magyar Filmdíj[13]